# اسکی صحرانوردی در المپیک زمستانی ۲۰۱۸
اسکی صحرانوردی در بازی‌های المپیک زمستانی ۲۰۱۸ در دوازده رویداد از ۱۰ تا ۲۵ فوریه ۲۰۱۸ در پیونگ‌چانگ برگزار شد.

## مدال‌ها

### جدول مدال‌ها
| رتبه           | کشور                         | طلا | نقره | برنز | مجموع |
| -------------- | ---------------------------- | --- | ---- | ---- | ----- |
| ۱              | نروژ (NOR)                   | ۷   | ۴    | ۳    | ۱۴    |
| ۲              | سوئد (SWE)                   | ۲   | ۳    | ۱    | ۶     |
| ۳              | فنلاند (FIN)                 | ۱   | ۱    | ۲    | ۴     |
| ۴              | ایالات متحده آمریکا (USA)    | ۱   | ۰    | ۰    | ۱     |
| ۴              | سوئیس (SUI)                  | ۱   | ۰    | ۰    | ۱     |
| ۶              | ورزشکاران المپیک روسیه (OAR) | ۰   | ۳    | ۵    | ۸     |
| ۷              | ایتالیا (ITA)                | ۰   | ۱    | ۰    | ۱     |
| ۸              | فرانسه (FRA)                 | ۰   | ۰    | ۲    | ۲     |
| مجموع (۸ کشور) | مجموع (۸ کشور)               | ۱۲  | ۱۲   | ۱۳   | ۳۷    |